# 防火戸

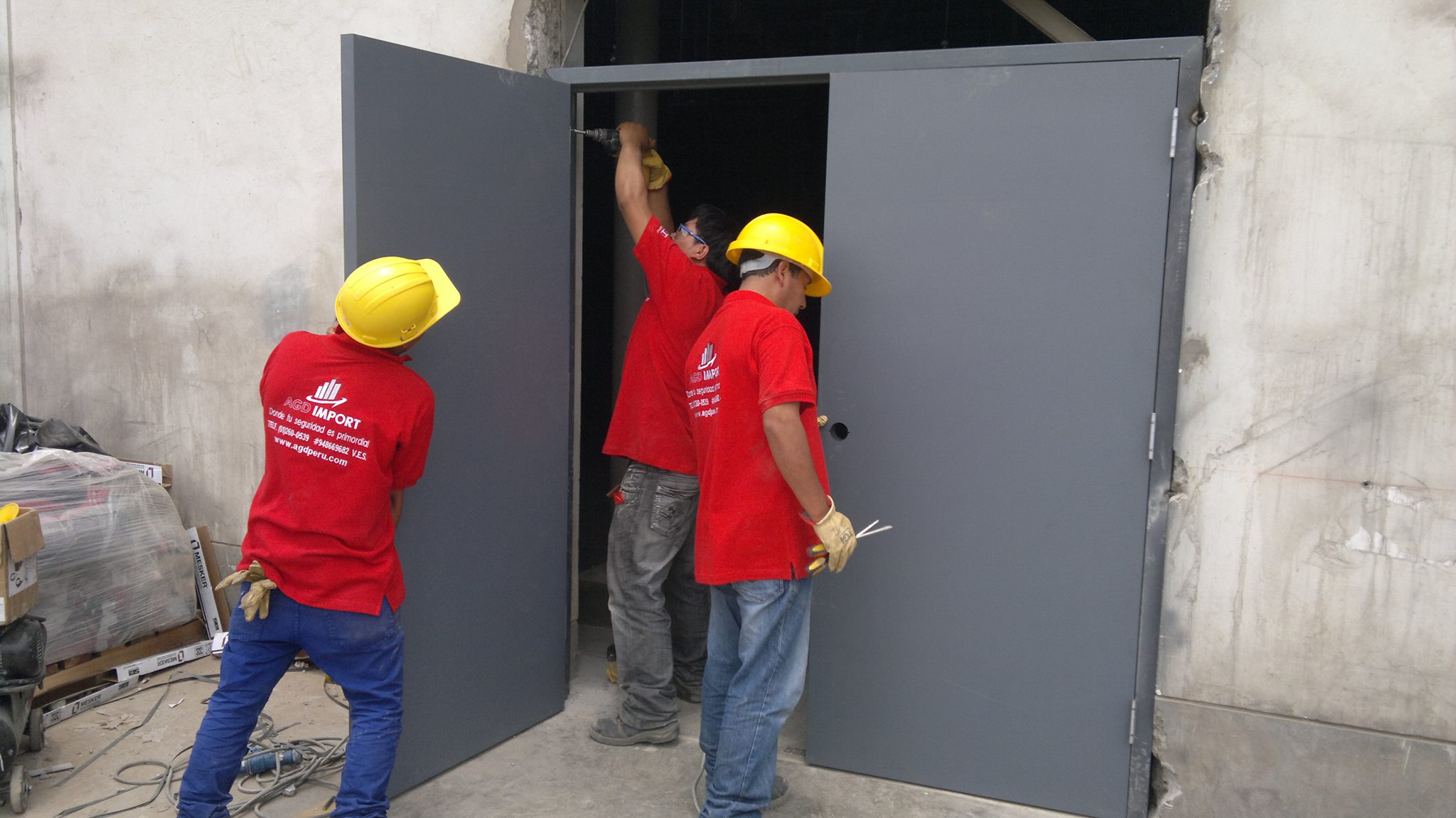
防火戸

防火戸（ぼうかど）は、建築基準法に規定される防火設備の一種。法令上は「防火戸」が正式名称であるが、一般には防火扉と呼ばれることもある。シャッター形式の場合は防火シャッターと呼ばれるが、法令上はこれも防火戸の一種である。
通常は人の通行が可能であるが、火災時に火炎の貫通を防止できるように設計されている。このため、火災被害の防止に重要な役割を果たす。

## 種類
防火戸には2種類存在し、それぞれ求められる性能が異なる。

### 防火設備としての防火戸
建築基準法第2条第9項の2ロで規定される「防火設備」に該当するものは、かつては「乙種防火戸」と呼ばれたものであり、閉鎖時に通常の火災時における火炎を有効に遮るもの、と定義されている。隣接する建物からの延焼を防止するために、建築物の外壁に設けられることが多い。自動閉鎖などの仕組みは無く、単に火炎を浴びても燃え落ちたり融解したりしないもので、火炎の侵入を防ぐために一定程度の密閉性を持っているものである。
網入りガラスの入った金属サッシの多くは、防火戸としての性能を持っている。通常のガラスは火炎によって容易に変形・融解するため、延焼防止や、内部から外部への火炎の吹き出しを防止する役に立たない。しばしば誤解されるが、網入りガラスには防犯性能は期待できない。むしろ網が入っているぶん断面が小さく、通常のガラスよりも簡単に割れてしまうとの意見もある。

### 特定防火設備としての防火戸
一般に防火戸、あるいは防火扉と言った場合、特定防火設備としての防火戸が連想されることが多い。かつて「甲種防火戸」と呼ばれていたものである。
特定防火設備は、通常の火災の火炎を受けても1時間以上火炎が貫通しない構造と規定されているほか、火災時に確実に閉鎖させるため、以下の2種類の構造しか認められていない。
- 常時閉鎖型防火戸
ドアチェックなどにより、人間が特に自分の意志で開いている間だけ開放され、それ以外は常に閉鎖されているもの。一般的なドアチェックと違い、大きく開いてもロックされず、手を放すと必ず扉が閉まる。省略形として「常閉（じょうへい）」と呼ばれることもある。
安価で単純な造りのため、かつて階段の竪穴区画に多用されていたが、使い勝手が悪いため（毎回押し開ける手間がかかり、荷物を持った状態では通行に支障すら出る可能性がある）、使用者によって開放状態で固定され、万が一の火災時にその用を為さないケースが目立つことから、近年では、普段は人の出入りの無い場所に採用するなど、その使用に慎重になって来ている。

- 随時閉鎖型防火戸
火災を感知すると閉鎖される形式。鉄扉がスイングして閉じられるものと、上部からシャッターが下りて閉鎖されるものが多い。近年では特殊な布で作られたカーテン状のものなど、使い勝手や安全性を考慮した防火戸も登場している。省略形として「随閉（ずいへい）」と呼ばれることもある。
かつては、人間が操作して閉鎖する手動式が認められていたが、現在では自動化されたものしか認められておらず、大半の場合は煙感知式である（しばしば、省略形で「煙感連動（けむかんれんどう）」と呼ばれることもある）。ただし、そのほうが適切である場合は熱感知式（省略形で「熱感連動（ねつかんれんどう）」）も採用可能である。熱感知式にはある一定以上の温度になった場合に作動する定温式、温度の上昇率が一定以上になった場合に作動する差動式などがある。[1]
自動化されているものであっても、手動で閉鎖することも可能である。また、別に備えられた中央制御盤により遠隔で閉鎖する機能を備えたものもある。

## 防炎性能と防煙性能
しばしば発音が近いために混同されがちであるが、防炎性能とは防火設備や防火構造、耐火構造などで問題とされる性能であり、火熱を防ぐ能力である。一方で防煙性能は、煙の侵入を防ぐ性能である。これらは全く異なる性能であるため、注意を要する。炎は熱の伝播と気体の流れによって広がるため、ごく小さな開口部からは侵入できない。しかし煙は狭い隙間からも侵入する。また、伝播速度は火炎よりも煙の方が格段に速く、この煙によって人的被害が多く発生している。
この二つを区別するため、わざわざ「ぼうほのお」「ぼうけむり」と言い分けることもある。
本来、防火戸には防煙性能は求められておらず、防煙性能についての規定は無い。しかし現実には、防火戸を防煙区画と併用することもあり、実際に設置されている防火戸の中には防煙性能を有するものもある。特に随時閉鎖型防火戸にその傾向が強い。
また、法令の中で、区画に防煙性能を有する防火戸を要求する場合もある。この場合は当然、防炎・防煙両方の性能を持つ防火戸が使用される。

## くぐり戸
避難経路上に随時閉鎖式防火戸が備えられている場合、それが閉じても避難経路が確保されなければならない。
スイング式の場合、もともと手で押し開けることが可能であるため、それ自体が扉として避難経路の確保と見なされる場合もあるが、面積が大きい場合は、扉の一部を手で押し開ける形式のくぐり戸が設けられることが多い。これにより、防火区画を形成する防火戸全体を開くことなく避難することができる。
防火シャッターの場合、いちど閉じられると通行することは不可能となる。このため、シャッターのそばに別途くぐり戸を設ける必要がある。性質上、このくぐり戸も特定防火設備でなければならず、通常は常時閉鎖式防火戸が採用されている。こうした「防火シャッター＋くぐり戸」の場合、日常的な移動経路と避難時の経路が若干異なるため、万が一の際に混乱しないよう、普段から充分な避難訓練をしておくことが望ましい。

## 注意点
防火戸は、万が一の火災の際に火炎の伝播を最低限に留め、また避難経路を確保するために非常に重要な設備である。防火戸が有効に働かないような措置（常時閉鎖型防火戸を開いたまま固定したり、随時閉鎖型防火戸の前に荷物を置いて閉じられないようにしたり）をしていると、人命に関わる重大な危険が生じる可能性があるため、決してしてはならない。
随時閉鎖型防火戸は、一定期間（通常、半年）ごとの点検が義務着けられている。
防火戸の機能を損ねたり、点検を怠ったりしたために防火戸が閉じず、被害が拡大した場合、建物の管理者が業務上過失致死傷罪に問われることもある。くぐり戸を塞いで避難経路が失われた場合の被害も同様である。

## 防火シャッターの事故
防火戸は「閉じる」ことが重要であると同時に、閉じたことによる挟まれ事故を防ぐ必要がある。
鉄扉がスイングする方式の場合、鉄扉自体は重量があるが、閉じる速度は遅く、またそれを閉じる力は小さいため、人間が容易に止めることができる。閉じ際に指などを挟んだ場合は怪我をする可能性があるが、その被害は限定的である。
しかし、上方から滑り落ちる防火シャッターの場合、防炎性能を確保するために重量が大きくなりがちであり、床との間に挟まれると重大な事故に繋がる。
シャッターが落ちる速度は上限が決められているため、頭上から唐突に落下してくることは無く、通常の状況では事故に繋がらないと考えられてきた。また、電子的な制御は故障の可能性が増すため、かつてはいちど作動したら自重によってただ落ちるだけの単純なシャッターしか認められず、近年でもこの方式が主流であった。
しかし、実際に下りてくる防火シャッターに挟まれる事故は後を絶たず、その多くが誤作動によるものであった。2004年に小学校の防火シャッターにより児童が挟まれ死亡する事故が起きると、防火シャッターの危険性に注目があつまるようになった。
こうした事情から、2005年以降、その下を人間が通る可能性のある防火シャッターに「危害防止機構」の設置が義務づけられることとなった。これにより、シャッターの下部に障害物が接触した場合、シャッターが一時的に停止するようになった。また、それ以外の防火戸についても、閉鎖する際の扉の運動エネルギーに上限が設けられた。
なお、この規定により、それ以前に設置された防火戸（特に防火シャッター）の多くが既存不適格となっていることに注意する必要がある。